# Plumarella laevis
Plumarella laevis is een zachte koraalsoort uit de familie Primnoidae. De koraalsoort komt uit het geslacht Plumarella. Plumarella laevis werd in 1911 voor het eerst wetenschappelijk beschreven door Thomson & Mackinnon. 